# Lepidium curicoanum
Lepidium curicoanum là một loài thực vật có hoa trong họ Cải. Loài này được Phil. mô tả khoa học đầu tiên.